# Szegedi Ernő (zongoraművész)
Szegedi Ernő, 1937-ig Ketter (Szeged, 1911. április 29. – Budapest, 1992. január 31.) zongoraművész, főiskolai tanár. Szegedi Anikó zongoraművésznő édesapja.

## Élete
Ketter Gyula államvasúti hivatalnok és Juhász Eszter fia. Tanulmányait Budapesten, a Zeneművészeti Főiskolán végezte kitüntetéssel: 1936-ban Stefániai Imre keze alatt tanári, 1939-ben Dohnányi Ernőnél művészi oklevelet szerzett. Kétízben nyertese a Budapest székesfőváros által alapított Liszt Ferenc-ösztöndíjnak.
1925-től Európa-szerte hangversenyezett. Emlékezetes hangversenyt adott pl. Liszt Ferenc emlékére Jászberényben, 1961 nyarán, a nagy mester halálának 75. évfordulóján. Külföldi sikereinek állomásai: Varsó, Riga, Helsinki, Stockholm, Berlin és Bécs. 1938-tól 1942-ig a Nemzeti Zenede, 1939-től a Zeneművészeti Főiskolának megbízott, majd 1942 júliusától rendes tanára volt 1981-es nyugdíjazásáig.

## Magánélete
Házastársa Vásárhelyi Magda zongoraművésznő, zenetanár volt, akit 1937. február 18-án Budapesten vett nőül. 1951-ben elváltak.

## Díjai, elismerései
- 1971 – Szocialista Kultúráért
- 1975 – Szocialista Kultúráért
- 1981 – Munka Érdemrend, ezüst fokozat
- 1985 – Munka Érdemrend, arany fokozat